# Albert-Schweitzer-Gymnasium (Hamburg)
Das Albert-Schweitzer-Gymnasium (abgekürzt ASG) ist ein musisches Gymnasium im Hamburger Stadtteil Ohlsdorf. Das Gymnasium wurde 1968 von der Albert-Schweitzer-Schule abgetrennt und mit neueingerichtetem Musikzug selbständig. Dadurch verfügt das Gymnasium über mehrere angesehene Jugend-Orchester und -Chöre und stellt regelmäßig Finalisten beim Landes- und Bundeswettbewerb Jugend musiziert. Neben dem ausgeprägten Musikfokus hat das Gymnasium einen weiteren Schwerpunkt in den Naturwissenschaften.

## Geschichte
Vorläufer der Schule war die 1924 gegründete Oberrealschule im Alstertal. Diese Schule war 1937 in eine Oberschule für Jungen und eine Oberschule für Mädchen getrennt worden, die jedoch unter gemeinsamer Leitung standen. 1940 wurden die Schulen vollends nach Jungen und Mädchen getrennt.
Nach Kriegsende übernahmen 1945 Erna Stahl und Hilde Ahlgrimm die Leitung der Oberschule für Mädchen im Alstertal. Ins Kollegium traten weitere ehemalige Lehrer der Lichtwarkschule ein. 1950 wurde unter Führung der Reformpädagogin Stahl die experimentelle Schule Alstertal als Schulversuch zugelassen. In der Überlieferung des Albert-Schweitzer-Gymnasiums gilt 1950 als Gründungsjahr.
Ab 1953 wurde an beiden Schulen im Alstertal schrittweise die Koedukation eingeführt. Von 1954 bis 1957 zog die ehemalige Mädchenschule (Schule Alstertal) in den Neubau am Struckholt. Die ehemalige Jungenschule verblieb am Standort und wurde zum Gymnasium Alstertal.
Die Namensgebung nach Albert Schweitzer kam auf Veranlassung der Schulleiterin Erna Stahl 1958 zustande. Am 3. Oktober 1959 besuchte Albert Schweitzer die Schule und hielt eine Rede.
1968 wurde der Gymnasialzweig von der Albert-Schweitzer-Schule abgetrennt, und als Albert-Schweitzer-Gymnasium selbständig. 1969 wurde am Gymnasium der Musikzug und damit das Musikprofil eingerichtet. Die verbleibende Albert-Schweitzer-Schule zog 1969 mit Grundstufe und Sekundarstufe I an einen anderen Standort.
2002 nahmen Die Ärzte für eine Woche am ASG Aufnahmen für CD und DVD Rock ’n’ Roll Realschule auf. Schüler des ASG bildeten unter der Leitung von Jochen Arp das Orchester und den Hintergrundchor. Im Jahr 2010 gewann die damalige 7b die Quizshow „Die beste Klasse Deutschlands“. Der 2023 erstaufgeführte Film Das Lehrerzimmer wurde teils im Albert-Schweitzer-Gymnasium gedreht.

## Lage und Architektur

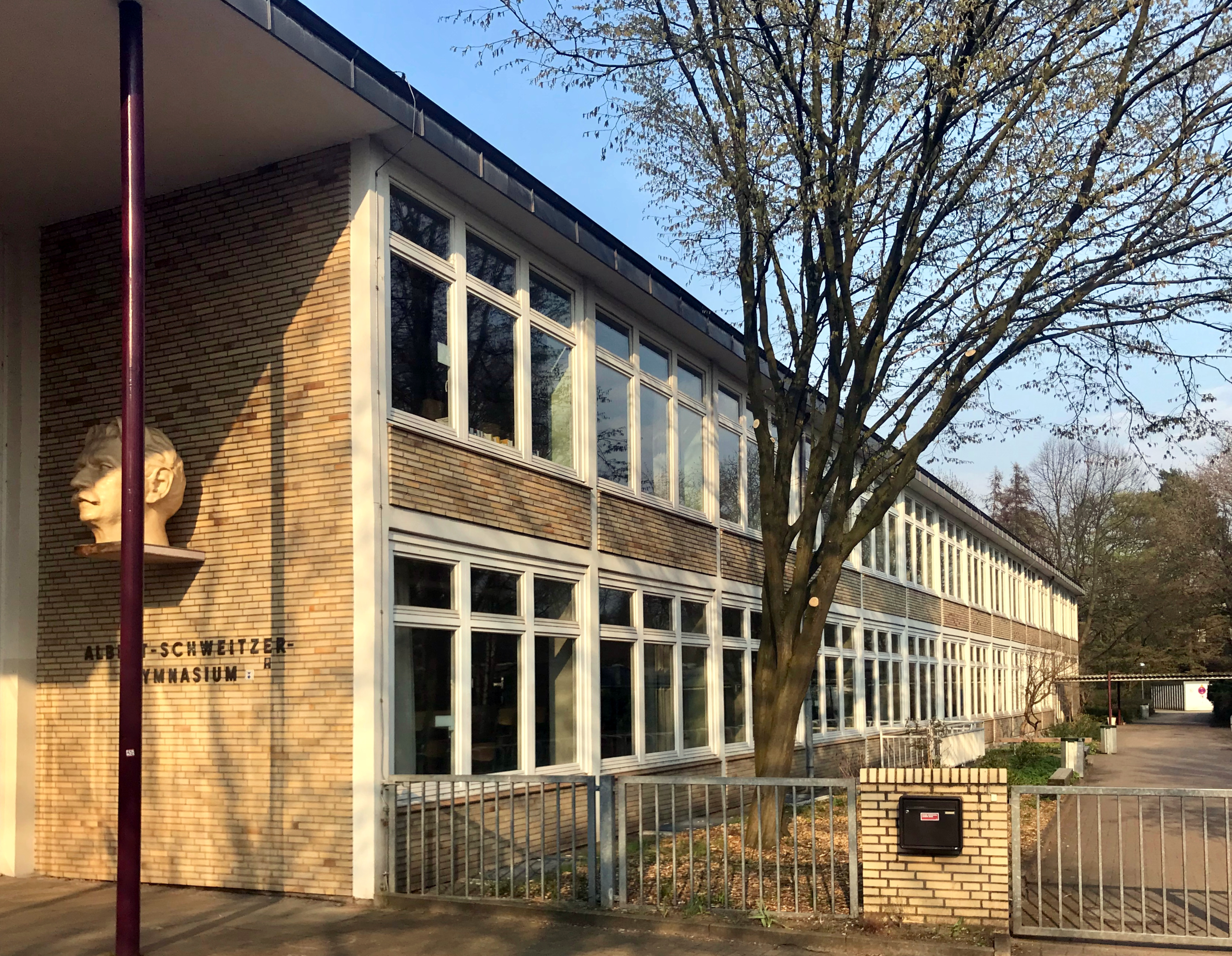
Eingang und H-Trakt

Das Schulgelände befindet sich unmittelbar am U-Bahnhof Klein Borstel, zwischen der als Hochbahn geführten U1 im Osten und einer Schleife der Alster im Westen. Erschlossen wird das Gelände vom Süden her mit der Stichstraße Struckholt. Die Gebäude für das Gymnasium Struckholt wurden 1959 nach Entwürfen von Bernhard Hermkes erbaut. Die Bauunterlagen befinden sich im Archiv der Akademie der Künste in Berlin. Ein solcher individueller Entwurf ist für den Schulbau der Hamburger Nachkriegszeit ungewöhnlich, von den 125 zwischen 1949 und 1960 neuerbauten Schulen in Hamburg wurden nur zehn Prozent von Privatarchitekten wie Hermkes ausgeführt. Alle anderen Schulentwürfe verantwortete das Hamburger Hochbauamt selbst, insbesondere dessen Leiter Paul Seitz mit seinen Schul-Serienbauten.
Die Schulgebäude des Gymnasiums sind ein- bis zweigeschossige Riegel, die mit Gelbklinker-Fassaden, Fensterbändern und Flachdach versehen sind. Im Gegensatz zur typischen Nachkriegsarchitektur der Serienschulbauten in Hamburg sind diese Riegel nicht locker über das Gelände verteilt, sondern regelmäßig angeordnet. Die Erschließung erfolgt durch direkte Übergänge zwischen den Gebäuden, statt durch die sonst typischen Laubengänge. Der Gebäudekomplex wird durch den zentralen V-Trakt erschlossen, der vom Eingang am Struckholt in Richtung Norden wegführt. Da das Gelände nach Norden zum Fluss abfällt, schließt sich an den V-Trakt der um ein Stockwerk tiefer gesetzte K-Trakt an. Von dieser zentralen Achse gehen vier Trakte (A, E, W, T) in Richtung Westen und zwei Trakte (H und F) in Richtung Osten ab. Ebenfalls östlich befindet sich die Aula, westlich mehrere Sporthallen. Die Schulanlage mit ihren verschiedenen Gebäuden steht unter Denkmalschutz.

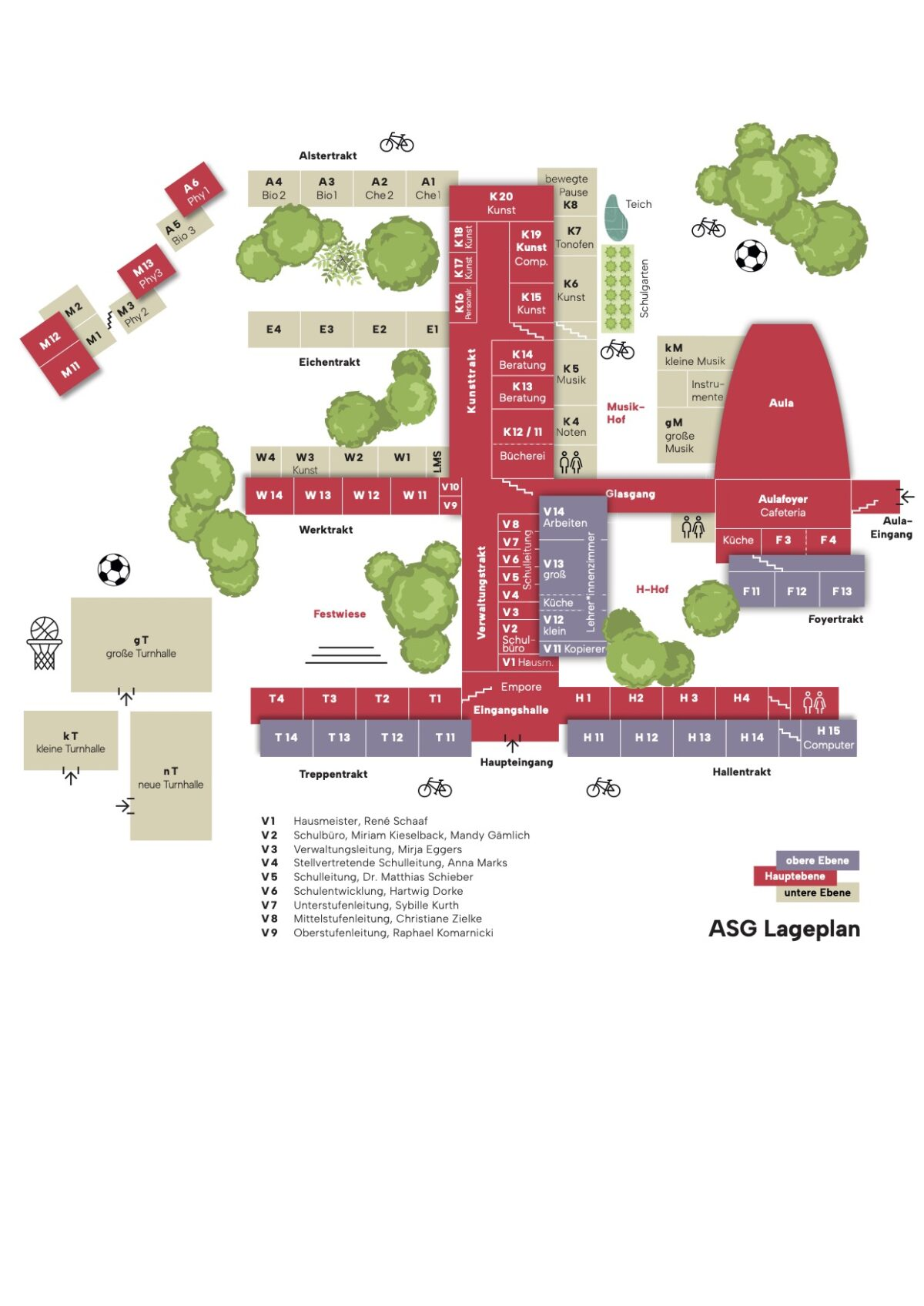
Raumplan (3. Juni 2025) - https://www.asg-hh.de/lernen/raumkonzept/

Von 2010 bis 2011 wurde eine Einfeldhalle („Neue Halle“) errichtet, die eng bei den zwei bestehenden Sporthallen („Kleine Halle“ und „Große Halle“) steht. Ab 2017 wurde eine Machbarkeitsstudie zur Erweiterung der Schulgebäude durchgeführt, um die geplante Sechszügigkeit zu realisieren.
Im Jahr 2023 wurden die NaWi-Träkte abgerissen und werden aktuell durch einen Neubau ersetzt. Dieser soll im Sommer 2026 fertig werden. Richtfest war im Februar 2025.

## Schulisches Profil
Das Albert-Schweitzer-Gymnasium ist ein musisches Gymnasium. Diese Ausrichtung begann 1968. Das Leitbild der Schule ist ein Zitat von Albert Schweitzer: „Größer als die Verhältnisse muss unsere Kraft sein, unter diesen Verhältnissen Menschen zu werden, die die Zeit verstehen und der Zeit gewachsen sind.“
Im Schuljahr 2017/18 hatte das Gymnasium durchschnittlich vier bis fünf Parallelklassen pro Klassenstufe. Aus diesen Klassen werden im Jahrgang 5–10 jeweils zwei Orchesterklassen und eine Vokalklasse gebildet. Die ein bis zwei verbleibenden Regelklassen haben einen besonderen naturwissenschaftlichen Fokus. Das Gymnasium soll laut Schulentwicklungsplan 2019 der Hamburger Schulbehörde 6-zügig werden, d. h. sechs Parallelklassen pro Klassenstufe aufweisen.
Das Albert-Schweitzer-Gymnasium bietet in der Oberstufe bis zu sieben Profile an. Jedes Profil wird aus drei Fächern gebildet, die jeweils in vier Wochenstunden unterrichtet werden. In jedem Profil sind zwei Fächer profilgebend, ein weiteres ist das Begleitfach. Die beiden profilgebenden Fächer werden auf erhöhtem Anforderungsniveau unterrichtet. Einige Profiloberstufenkurse werden gemeinsam mit dem Gymnasium Alstertal und dem Gymnasium Heidberg angeboten.

## Musikensembles
Pro Jahrgang gibt es am Gymnasium zwei Klassenorchester und einen Klassenchor, die sich aus den Schülern der jeweiligen Musikklassen zusammensetzen. Darüber hinaus gibt es klassenübergreifende Musikensembles.
Der Albert-Schweitzer-Kammerchor (ASK) wurde im Jahr 2000 von seinem Leiter Walter Bially gegründet. Die ca. 30 Mitglieder dieses Chores sind Schüler (auch ehemalige), Lehrer sowie Eltern des Gymnasiums, ergänzt durch einige Sänger ohne direkten Bezug zur Schule. Fast alle Chormitglieder sind Laiensänger, allerdings erhalten viele von ihnen regelmäßig Gesangsunterricht. Das Repertoire des Chores umfasst anspruchsvolle Chorliteratur vom 16. Jahrhundert bis zur Gegenwart, A-cappella-Werke wie auch Kantaten- und Oratorienliteratur. Der ASK ist ein Projektchor mit meist zwei Programmen im Jahr. Neben Konzerten in Hamburg und Umgebung führt der Chor regelmäßig Konzertreisen im In- und Ausland durch.
Zu den Orchestern der Schule zählen das Schulorchester sowie die A-Streicher und die A-Bläser. In Zusammenarbeit mit anderen Schulen gibt es das Albert-Schweitzer-Jugendorchester (ASJ). Das ASJ ist ein vollbesetztes Sinfonieorchester mit circa 65 Mitgliedern im Alter von 14 bis 25 Jahren, das Durchschnittsalter liegt bei 17 Jahren. Mehr als 40 Orchestermitglieder sind Landes- oder Bundespreisträger des Wettbewerbs „Jugend musiziert“. Zweimal im Jahr konzertiert das ASJ in der Laeiszhalle in Hamburg.
Verschiedene Big Bands decken Blasinstrumente und Percussion ab: In der Junior-Band spielen Schüler der Mittelstufe. Die Big Band bietet erfahrenen Schülern die Möglichkeit, komplexere Arrangements umzusetzen und ihre Improvisationserfahrungen durch musiktheoretische Grundlagen zu erweitern. Die Besetzung der Big Band orientiert sich an den klassischen Vorbildern mit Saxophonen, Trompeten und Posaunen, die den Bläsersatz bilden, und der Rhythmusgruppe, bestehend aus Gitarre, Bass, Klavier und Schlagzeug. Die Besetzung wird auch für klassische, im Jazz untypische Instrumente geöffnet.

## Persönlichkeiten

### Lehrer
- Erna Stahl (1900–1980), Reformpädagogin und Gründerin der Albert-Schweitzer-Schule
- Norbert Linke (1933–2020), Komponist und Musikwissenschaftler, Lehrer von 1962 bis 1972
- Silke Urbanski (* 1964), Autorin und Politikerin (SPD), seit 2008 Lehrerin am ASG

### Schüler
- Gerhard Casper (* 1937), Jurist
- Heide Sommer (* 1940), Autorin
- Gerhard Falkner (* 1942), Weichtierforscher
- Sigrid Brinkmann (* 1942), Politikerin (CDU), Abitur 1961 an der ASS
- Berndt Röder (* 1948), Politiker (CDU), 1968 Abitur am ASG
- Peter Schwenkow (* 1954), Konzertveranstalter, 1975 Abitur am ASG
- Wolf Harden, (* 1962), Pianist
- Stefanie Stahl (* 1963), Psychologin, 1983 Abitur am ASG
- Erkki Hopf (* 1964), Schauspieler, 1983 Abitur am ASG
- Hans-Werner Meyer (* 1964), Schauspieler
- Tatjana Clasing (* 1964), Schauspielerin
- Ulf Ansorge (* 1965), Radio- und Fernsehmoderator
- Kord Michaelis (* 1966), Kirchenmusiker, Abitur am ASG
- Christian Tetzlaff (* 1966), Geiger
- Christina Scheppelmann (* 1968), Opernintendantin, Abitur am ASG
- Kathrin Hanke (1969–2024), Schriftstellerin, Abitur am ASG
- Sebastian Knauer (* 1971), Pianist
- Richard Seelmaecker (* 1973), Politiker (CDU), 1993 Abitur am ASG
- Tanja Tetzlaff (* 1973), Cellistin, 1991 Abitur am ASG
- Daniel Behle (* 1974), Tenor, 1994 Abitur am ASG
- Jan Philipp Sprick (* 1975), Musikwissenschaftler und Hochschullehrer
- Christopher Tainton (* 1975), deutscher Pianist, 1995 Abitur am ASG
- Daniel Wesener (* 1975), Politiker (Bündnis 90/Die Grünen), 1994 Abitur am ASG
- Jan Peters (* 1976), Informatiker und Hochschullehrer, 1996 Abitur am ASG
- Lennart A. Salomon (* 1978), Singer/Songwriter, Komponist, 1998 Abitur am ASG
- Jan Gustafsson (* 1979), Schachgroßmeister, 1998 Abitur am ASG
- Lena Maier-Hein (* 1980), Medizininformatikerin und Hochschullehrerin, 1999 Abitur am ASG
- Alin Coen (* 1982), Sängerin, 2001 Abitur am ASG
- Cino Djavid (* 1984), Schauspieler
- Julia Brand (* 1989), Schauspielerin, Abitur am ASG
- Florian Fuchs (* 1991), Hockey-Spieler